# Hulajpole
Hulajpole  (ukr. Гуляйполе, Hulajpołe) – miasto na Ukrainie, w obwodzie zaporoskim, w rejonu połohowskim, siedziba hromady. W 2001 roku liczyło 16,8 tys. mieszkańców.

## Historia

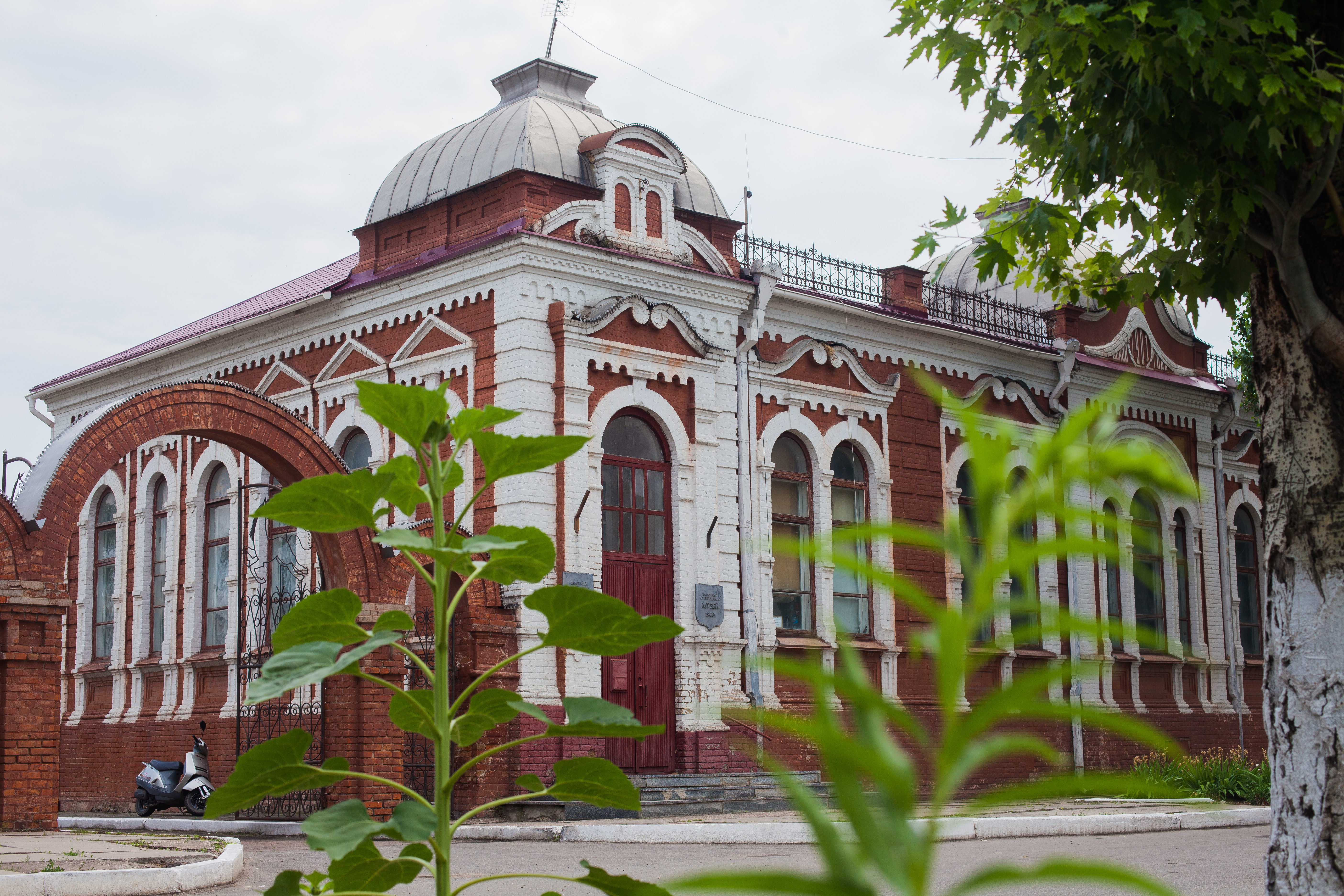
Muzeum w Hulajpolu

Miejscowość jest położona w niewielkiej dolinie rzeki Hajczur. W czasach kozackich stały tu wieże obserwacyjne, uprzedzające o atakach Tatarów z Krymu. Po likwidacji Siczy Zaporoskiej przez Katarzynę II, Rosja zlokalizowała tu umocnioną wojskową wieś (1785), celem obrony przed pozostającymi na wolności Kozakami, napadającymi na karawany kupieckie. Nazwa wzięła się prawdopodobnie od wielkich połaci niezagospodarowanych ziem wokoło. W 1795 mieszkało tu 906 osób. Pierwsi osadnicy to chłopi z guberni połtawskiej, kijowskiej i czernihowskiej, a także rodziny mołdawskie i niewielka liczba Zaporożców (potem, w XIX wieku, osiedlono tu także Niemców i polskie rodziny z okolic Kamieńca Podolskiego). We wsi nie było ulic, a osada dzieliła się na sotnie. Na wojnę z Napoleonem (1812) wioska wysłała osiemnastu żołnierzy. XIX wiek był okresem rozwoju Hulajpola, które leżało na skrzyżowaniu szlaków handlowych z Rosji na Krym i z zachodu w kierunku Zagłębia Donieckiego. W 1865 planowano tu umieścić stolicę powiatu, pomysł ten jednak upadł – stolicą zostało Zaporoże (ówczesny Aleksandrowsk). W 1882 niemiecki przedsiębiorca Krüger założył we wsi fabrykę maszyn rolniczych. Nieco później, podobny zakład otworzył Żyd – Borys Kerner. Z czasem powstały kolejne zakłady, w tym wielki młyn Schrödera (zachowany do dziś), a także liczne sklepy, szkoła, cerkiew, synagoga i teatr Koloseum. Powyższe nie wpływało jednak na edukację i poprawę zdrowotności hulajpolskiej społeczności. Śmiertelność dzieci między pierwszym a piątym rokiem życia wynosiła 50%. Odmówiono też przeprowadzenia kolei przez wieś w obawie przed zastraszeniem cieląt. W 1902 wysoki był też analfabetyzm chłopów, do tego stopnia, że powstało powiedzenie Głupi jak hulajpolska gromada. Polscy osadnicy z czasem całkowicie zasymilowali się z otoczeniem – pozostały jedynie do dziś nazwiska: Zabłocki, Zaremba, Dombrowski.
Powyższe było przyczyną narastania nastrojów rewolucyjnych w regionie (np. Związek Biednych Chłopów). Wieś była miejscem narodzin Nestora Machno i stolicą Republiki Hulajpole w latach 1918-1919.
W miejscowości odbywał się festiwal muzyki rockowej Makhno Fest.